# John Erskine, 19. Earl of Mar

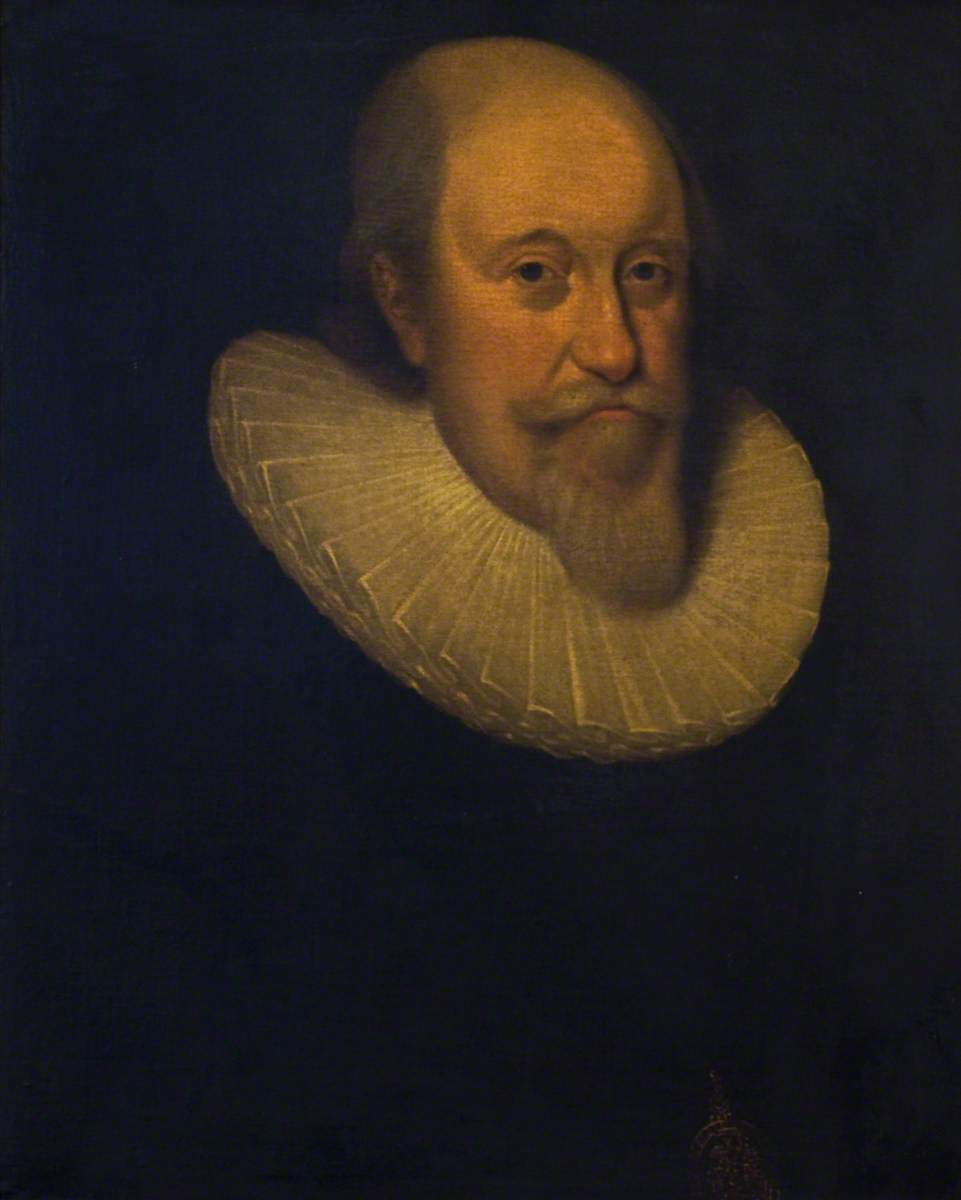
John Erskine, 19. Earl of Mar

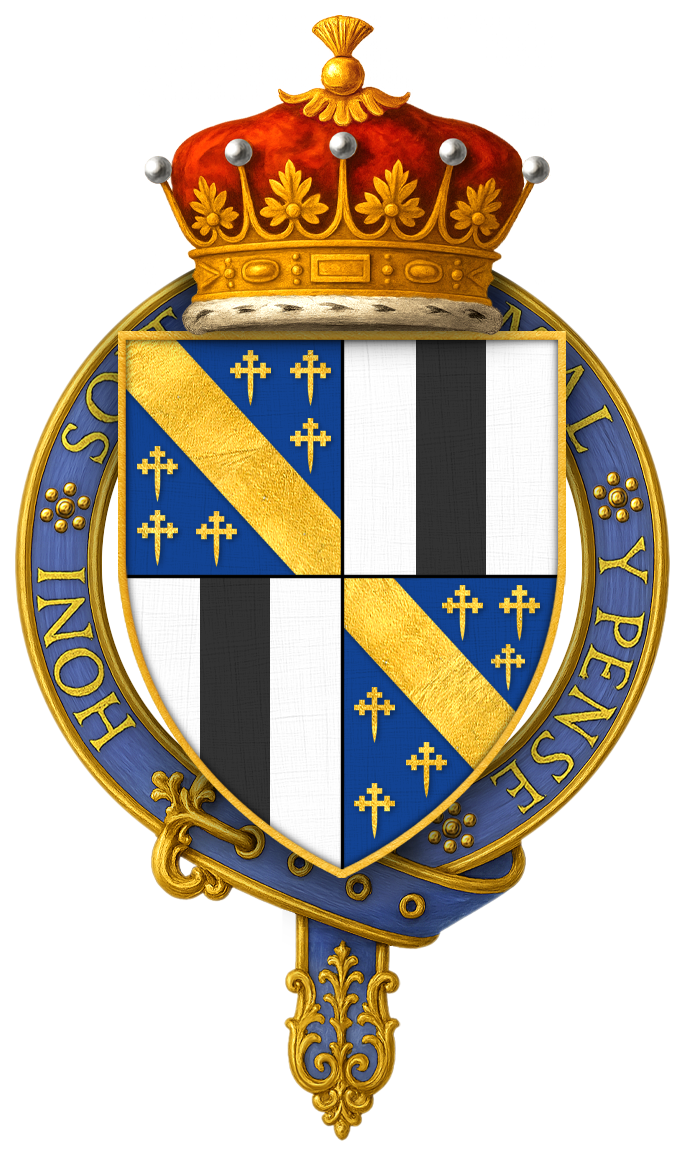
Wappen des John Erskine, 19. Earl of Mar, als Ritter des Hosenbandordens

John Erskine, 19. Earl of Mar (* 1562; † 14. Dezember 1634 in Stirling), war ein schottischer Adliger.

## Leben
Sein Vater war John Erskine, 18. Earl of Mar, seine Mutter war Annabel Murray, eine Tochter von William Murray of Tullibardine.
Mit dem Tod seines Vaters am 28. Oktober 1572 übernahm er den Titel 19. Earl of Mar (erster Verleihung), sowie die nachgeordneten Titel 12. Lord Garioch und 7. Lord Erskine. Gemäß einer Entscheidung des House of Lords Privileges Committee vom 26. Februar 1875 gilt er de iure auch als 2. Earl of Mar (siebter Verleihung).
Militärisch wenig interessiert, aber bereits früh erfolgreich politisch tätig, wurde er schon 1577 im Alter von 15 Jahren zum ersten Mal in den Geheimen Kronrat berufen.
1582 war er als Presbyterianer am Überfall von Ruthven beteiligt, bei dem König Jakob VI. für fast ein Jahr festgesetzt wurde. Dafür wurde er im Januar 1584 aus Schottland verbannt, doch schon im März kehrte er zurück und hielt Stirling Castle für kurze Zeit besetzt, ehe er zur Flucht nach England gezwungen wurde. Für diese Aktion wurden ihm im August vom Parlament alle Titel und Würden aberkannt.
Im Dezember 1585 gelang es ihm, die Gunst des Königs zurückzugewinnen; er dankte dies mit lebenslanger Treue.
1601 diente er für ein Jahr als schottischer Botschafter am englischen Hof. 1603 wurde er erneut in den Geheimen Kronrat berufen (nach einer solchen oder ähnlichen Vorgeschichte ist dies seitdem keinem Adligen mehr gelungen). Im selben Jahr wurde er als Knight Companion in den Hosenbandorden aufgenommen.
Am 27. März 1604 übereignete ihm der König für seine Verdienste die Ländereien der Inchmahome Priory, die Länder um die Abteien von Dryburgh und Cambuskenneth sowie die feudale Baronie Cardross. Auch wenn es in den Folgejahren zu einem Streit mit dem Parlament um die Rechtmäßigkeit dieser Titelvergabe kam, wurde er doch mit Letters Patent vom 10. Juni 1610 zum Lord Cardross erhoben, mit dem besonderen Recht einen männlichen Titelerben zu bestimmen. So setzte er am 31. Januar 1617 seinen zweiten Sohn aus zweiter Ehe, Henry, als Erben ein, was der König ihm mit Urkunde vom 3. März 1617 bestätigte.
Ab 1612 war er in Brechin als „Constable and Justiciar“ (etwa „Oberster Friedensrichter“) tätig.
Zwischen 1616 und 1630 war er „High Treasurer of Scotland“ und damit nur dem Lord High Treasurer unterstellt. Zusätzlich wurde er im Jahr 1619 mit der Aufgaben des „Collector of General Taxaton“ (etwa „Oberster Steuerschätzer“) betraut.
Er war zweimal verheiratet. Die erste Ehe wurde um den 30. Oktober 1580 mit Anne Drummond, einer Tochter von David Drummond, 2. Lord Drummond, geschlossen; aus dieser Ehe stammte sein Sohn John (der spätere 20. Earl). Aus der zweiten Ehe vom 7. Dezember 1592 mit Mary Stewart, einer Tochter von Esmé Stewart, 1. Duke of Lennox stammten vier Töchter: Margaret, Anne, Catherine und Mary, sowie drei Söhne: Henry Erskine, Master of Cardross, Charles und James (später 6. Earl of Buchan). Da Henry bereits 1628 starb, beerbte ihn sein Enkel, Henrys Sohn David, als 2. Lord Cardross.